# Académie SOAR
 (octobre 2017).
Si vous disposez d'ouvrages ou d'articles de référence ou si vous connaissez des sites web de qualité traitant du thème abordé ici, merci de compléter l'article en donnant les références utiles à sa vérifiabilité et en les liant à la section « Notes et références ».
Actualités
Le club Académie SOAR (Super Olympique d'une Afrique Renaissante) anciennement Club olympique de Coyah est un club de football évoluant dans le Championnat de Guinée de football et basé à Coyah. Il évolue en D1 depuis la saison 2016-2017.

## Histoire
En 2020, le club change de nom et devient l'Académie SOAR.

## Palmarès
- Coupe de Guinée
  - Finaliste : 2014[3]
- Championnat de Guinée
  - Vice-champion : 2022
- Championnat de Guinée de D2
  - Vice-champion : 2018